# 1795 na literatura

## Nascimentos
| Data          | Nome           | Profissão                        | Nacionalidade | Observações | Ref |
| ------------- | -------------- | -------------------------------- | ------------- | ----------- | --- |
| 31 de Outubro | John Keats     | poeta                            | Inglaterra    | m. 1821     |     |
| 4 de Dezembro | Thomas Carlyle | escritor, historiador e ensaísta | Escócia       | m. 1881     |     |

## Mortes
| Data        | Nome            | Profissão | Nacionalidade  | Observações | Ref |
| ----------- | --------------- | --------- | -------------- | ----------- | --- |
| 19 de Maio  | James Boswell   | biógrafo  | Escócia        | n. 1740     |     |
| 31 de julho | Basílio da Gama | poeta     | Brasil Colônia | n. 1740     |     |